# 晚餐歌
晚餐歌（日语：／）是日本創作歌手tuki.的出道單曲，收錄於其首張錄音室專輯《15》。該曲於2023年9月29日由其個人廠牌月面著陸計畫獨立發行。2024年1月，該單曲獲得Oricon單曲合算榜與Billboard Japan Hot 100的第1名。

## 背景與發行
tuki.國中時開始在TikTok上發布翻唱與原創歌曲。晚餐歌最初於2023年7月7日上傳至TikTok，該曲的原聲版本於同年9月13日發布至YouTube，與創作歌手優里合唱的版本則於同年11月6日發布。晚餐歌的創作靈感來自tuki.的父親，他曾提到「人的一生大約有3萬天。」這句話讓tuki.開始思考自己已經度過的時間，並留在了她的腦海中，成為晚餐歌的創作契機。

## 現場表演
tuki.於2024年4月20日在音樂節目《Buzz Rhythm》首次現場演唱晚餐歌，並在同一場演出中，演唱了她的另一首歌曲，隨後於同年12月31日在第75回NHK紅白歌合戰演出。

## 排行榜

### 週榜
| 排行榜（2024年）             | 最高位 |
| ---------------------------- | ------ |
| 全球（Billboard Global 200） | 153    |
| 日本（Japan Hot 100）        | 1      |
| 日本（Oricon單曲合算榜）     | 1      |

### 年榜
| 排行榜（2024年）           | 最高位 |
| -------------------------- | ------ |
| 全球（美國除外全球單曲榜） | 184    |
| 日本（Japan Hot 100）      | 2      |
| 日本（Oricon單曲合算榜）   | 7      |